# Iglesia de Santa Engracia (Olmos de Peñafiel)
La iglesia de Santa Engracia es una iglesia católica dedicada a Santa Engracia sita en la localidad de Olmos de Peñafiel, en la provincia de Valladolid, comunidad autónoma de Castilla y León, España. Recibió la catalogación de Bien de Interés Cultural el 2 de abril de 2009.

## Descripción
La iglesia parroquial de Olmos de Peñafiel se construyó en el siglo XVI, sobre estructura gótica, siendo su imagen actual el resultado de las numerosas reformas sufridas en el siglo XVIII y XIX. Consta de una sola nave de tres tramos cubiertos con yeserías barrocas en 1772.
El crucero, que conserva su estilo gótico, se cubre con bóveda de crucería del siglo XVI con terceletes. Un arco de triunfo de medio punto da acceso a la capilla mayor, con una bóveda de horno con decoración en forma de concha o venera. Se construye de nuevo en 1573, siendo maestro de cantería Pedro de la Torre de Buegas.
En el lado de la Epístola, se abre mediante arco apuntado, la puerta de acceso. La torre, situada a los pies, es de un solo cuerpo, con campanario en la parte superior, fue realizada en 1813 siendo maestro de obras Antonio Escudero.